# Sirpus ponticus
Sirpus ponticus is een krabbensoort uit de familie van de Pirimelidae. De wetenschappelijke naam van de soort is voor het eerst geldig gepubliceerd in 1989 door Verestchaka.